# Mary Williams
Mary O'Dell Williams (4 novembre 1950 – Lake Jackson, 28 febbraio 2025) è stata una cestista statunitense.

## Carriera
Con gli Stati Uniti ha vinto la medaglia d'argento ai Giochi panamericani di Cali 1971.